# Еємське море
Еємське море — колишня акваторія, попередник Балтійського моря під час Еємського інтергляціалу, морської ізотопної стадії (MIS) 5e, приблизно 130 000—115 000 років тому. Рівень світового океану був на 5–7 метрів вищий, ніж сьогодні, через танення льодовиків під час інтергляціалу, значні площі Балтійського узбережжя були затоплені.
Раннє Еємське море було з'єднано з акваторією сьогоденного Білого моря по трасі Біломорсько-Балтійського каналу. Карелія була затоплена, а Ладозьке та Онезьке озера були просто пониженнями на мілководному східному кінці Еємського моря. З іншого боку море було пов'язане з Північним морем широкою акваторією. Значна частина північної Європи опинилася під мілководдям. Скандинавія була островом. Солоність Еємського моря була порівнянна з солоністю Атлантичного океану.
Під час стадії MIS 5e середньорічна температура була на 3 °C вище, ніж сьогодні. Під час прохолодніших стадій MIS 5d, c, b та a область зазнавала ізостатичного підйому. На пізніх стадіях рівень Еємського моря знизився, і сполучення з Білим морем припинено. Пост-Еємське солонувате озеро існувало не довго та було повністю вкрите льодом. За часів Віслинського гляціалу, льодовиковий покрив над колишньою акваторією моря сягав 3 км. По таненню льодовика на місці колишнього Еємського моря утворилося Балтійське льодовикове озеро.